# Формули Ньютона – Котса

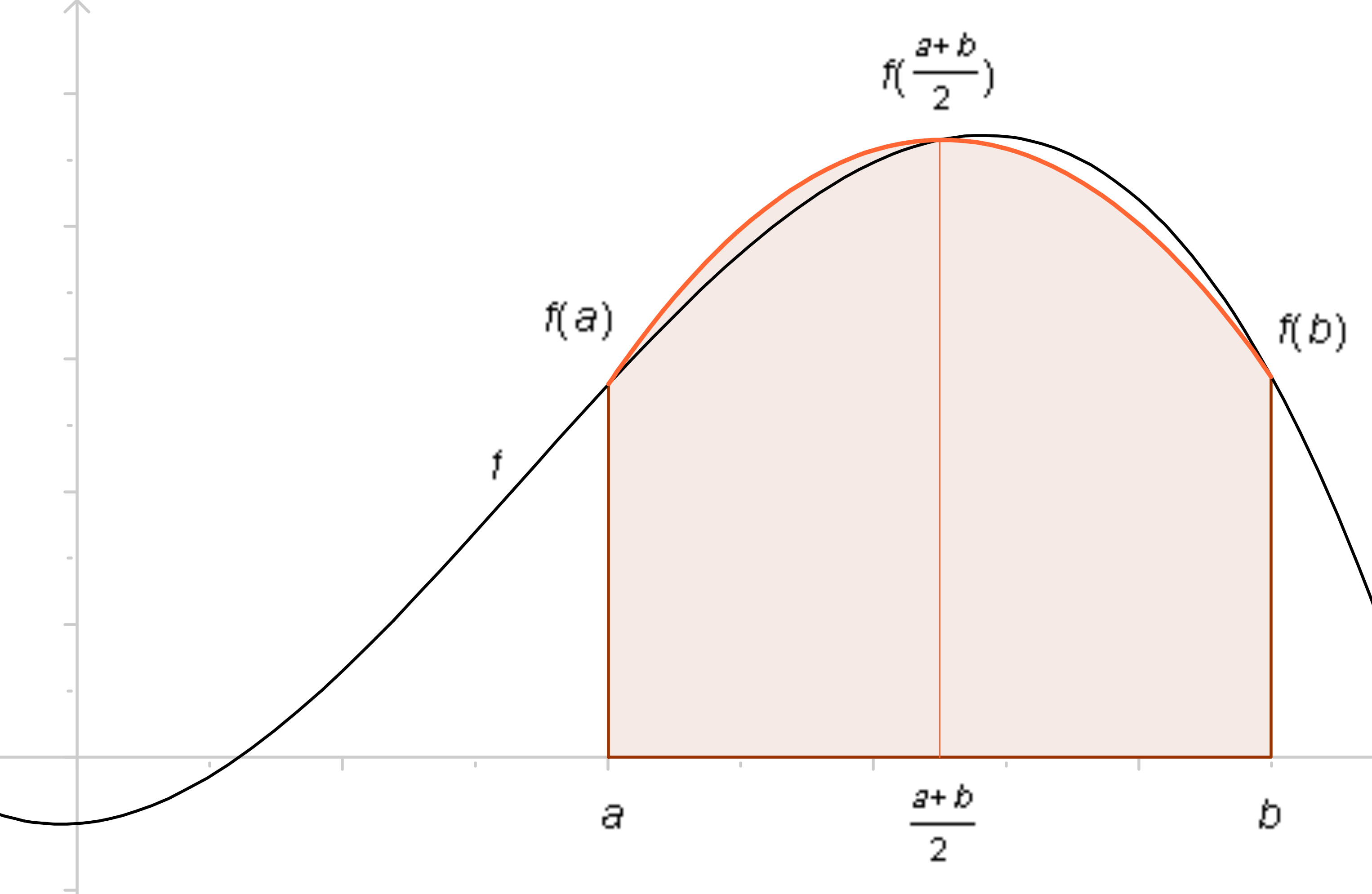
Формула Ньютона – Котса для

У чисельному аналізі формули Ньютона — Котса, також відомі як правила квадратур Ньютона — Котса, — це група формул для чисельного інтегрування (також званого квадратурою), що ґрунтуються на обчисленні підінтегральної функції в рівновіддалених точках. Вони названі на честь Ісаака Ньютона та Роджера Котса.
Формули Ньютона — Котса можуть бути корисними, якщо значення підінтегральної функції задане в рівновіддалених точках. Якщо є можливість змінювати точки, в яких обчислюється підінтегральна функція, тоді більш придатними можуть бути інші методи, такі як квадратури Гауса або квадратура Кленшоу — Кертіса.

## Опис
Вважається, що значення функції f, визначеної на інтервалі {\displaystyle [a,b]}, відоме в {\displaystyle n+1} рівновіддалених точках: {\displaystyle a\leq x_{0}<x_{1}<\dots <x_{n}\leq b}. Існують два класи квадратур Ньютона — Котса: вони називаються «замкнутими», коли {\displaystyle x_{0}=a} і {\displaystyle x_{n}=b}, тобто використовуються значення функції на кінцях інтервалу, та «відкритими», коли {\displaystyle x_{0}>a} і {\displaystyle x_{n}<b}, тобто значення функції на кінцях інтервалу не використовуються. Формули Ньютона — Котса, що використовують {\displaystyle n+1} точку, можна визначити (для обох класів) як
{\displaystyle \int _{a}^{b}f(x)\,dx\approx \sum _{i=0}^{n}w_{i}\,f(x_{i}),}  
де  
- для замкненої формули: {\displaystyle x_{i}=a+ih}, де {\displaystyle h={\frac {b-a}{n}}},
- для відкритої формули: {\displaystyle x_{i}=a+(i+1)h}, де {\displaystyle h={\frac {b-a}{n+2}}}.

Величина h називається кроком, {\displaystyle w_{i}} — це ваги. Ваги можна обчислити як інтеграл від базисних поліномів Лагранжа. Вони залежать лише від {\displaystyle x_{i}} і не залежать від самої функції f. Нехай {\displaystyle L(x)} — це інтерполяційний поліном у формі Лагранжа для заданих точок {\displaystyle (x_{0},f(x_{0})),(x_{1},f(x_{1})),\ldots ,(x_{n},f(x_{n}))}, тоді  
{\displaystyle \int _{a}^{b}f(x)\,dx\approx \int _{a}^{b}L(x)\,dx=\int _{a}^{b}\left(\sum _{i=0}^{n}f(x_{i})l_{i}(x)\right)\,dx=\sum _{i=0}^{n}f(x_{i})\underbrace {\int _{a}^{b}l_{i}(x)\,dx} _{w_{i}}.}

## Нестійкість для високих степенів
Формулу Ньютона — Котса можна побудувати для будь-якого степеня n. Однак при великих значеннях n правило Ньютона — Котса іноді зазнає катастрофічного впливу феномена Рунге, коли похибка зростає експоненційно при великих n. Методи, такі як гаусова квадратура та квадратура Кленшоу — Кертіса з нерівномірно розташованими точками (згущеними біля кінців інтегрального інтервалу), є стійкими та значно точнішими, і зазвичай надають перевагу саме їм замість формул Ньютона — Котса. Якщо ці методи не можна використати через те, що підінтегральна функція задана лише у фіксованих рівновіддалених точках сітки, феномену Рунге можна уникнути, використовуючи складене правило, як пояснено нижче.
Альтернативно, стійкі формули Ньютона — Котса можна побудувати, застосовуючи апроксимацію найменших квадратів замість інтерполяції. Це дозволяє створювати чисельно стійкі формули навіть для високих степенів.

## Замкнені формули Ньютона — Котса
У цій таблиці наведено деякі формули Ньютона — Котса замкненого типу. Для {\displaystyle 0\leq i\leq n} нехай {\displaystyle x_{i}=a+ih}, де {\displaystyle h={\frac {b-a}{n}}}, і {\displaystyle f_{i}=f(x_{i})}.
| n | Крок h                           | Поширена назва     | Формула                                                                 | Похибка                                             |
| - | -------------------------------- | ------------------ | ----------------------------------------------------------------------- | --------------------------------------------------- |
| 1 | {\displaystyle b-a}              | Метод трапецій     | {\displaystyle {\frac {1}{2}}h(f_{0}+f_{1})}                            | {\displaystyle -{\frac {1}{12}}h^{3}f^{(2)}(\xi )}  |
| 2 | {\displaystyle {\frac {b-a}{2}}} | Метод Сімпсона     | {\displaystyle {\frac {1}{3}}h(f_{0}+4f_{1}+f_{2})}                     | {\displaystyle -{\frac {1}{90}}h^{5}f^{(4)}(\xi )}  |
| 3 | {\displaystyle {\frac {b-a}{3}}} | Метод 3/8 Сімпсона | {\displaystyle {\frac {3}{8}}h(f_{0}+3f_{1}+3f_{2}+f_{3})}              | {\displaystyle -{\frac {3}{80}}h^{5}f^{(4)}(\xi )}  |
| 4 | {\displaystyle {\frac {b-a}{4}}} | Метод Буля         | {\displaystyle {\frac {2}{45}}h(7f_{0}+32f_{1}+12f_{2}+32f_{3}+7f_{4})} | {\displaystyle -{\frac {8}{945}}h^{7}f^{(6)}(\xi )} |

Показник степеня кроку h у виразі похибки визначає швидкість зменшення похибки апроксимації. Порядок похідної функції f у виразі похибки вказує на найменший степінь полінома, який ця формула вже не може точно проінтегрувати (тобто, інтеграл уже не дорівнює точному значенню). Число {\displaystyle \xi } повинно належати інтервалу (a,b), тому межа похибки дорівнює самому виразу похибки, коли {\displaystyle f(\xi )=\max(f(x)),a<x<b}.

## Відкриті формули Ньютона — Котса
У цій таблиці наведено деякі формули Ньютона — Котса відкритого типу. Для {\displaystyle 0\leq i\leq n} нехай {\displaystyle x_{i}=a+(i+1)h}, де {\displaystyle h={\frac {b-a}{n+2}}}, і {\displaystyle f_{i}=f(x_{i})}.
| n | Крок h                           | Поширена назва                                     | Формула                                                       | Похибка                                             |
| - | -------------------------------- | -------------------------------------------------- | ------------------------------------------------------------- | --------------------------------------------------- |
| 0 | {\displaystyle {\frac {b-a}{2}}} | Правило прямокутників, або правило середньої точки | {\displaystyle 2hf_{0}}                                       | {\displaystyle {\frac {1}{3}}h^{3}f^{(2)}(\xi )}    |
| 1 | {\displaystyle {\frac {b-a}{3}}} |                                                    | {\displaystyle {\frac {3}{2}}h(f_{0}+f_{1})}                  | {\displaystyle {\frac {3}{4}}h^{3}f^{(2)}(\xi )}    |
| 2 | {\displaystyle {\frac {b-a}{4}}} | Правило Мілна                                      | {\displaystyle {\frac {4}{3}}h(2f_{0}-f_{1}+2f_{2})}          | {\displaystyle {\frac {14}{45}}h^{5}f^{(4)}(\xi )}  |
| 3 | {\displaystyle {\frac {b-a}{5}}} |                                                    | {\displaystyle {\frac {1}{12}}h(11f_{0}+f_{1}+f_{2}+11f_{3})} | {\displaystyle {\frac {95}{144}}h^{5}f^{(4)}(\xi )} |

## Складені правила
Щоб правила Ньютона — Котса були точними, крок h має бути малим, що означає, що інтервал інтегрування {\displaystyle [a,b]} має бути коротким — що найчастіше не є так. З цієї причини чисельне інтегрування зазвичай здійснюється шляхом поділу інтервалу {\displaystyle [a,b]} на менші підінтервали, застосування правила Ньютона — Котса до кожного підінтервалу та підсумовування результатів. Це називається складене правило.